# Rijeka Open 2007
Il Rijeka Open 2007 è stato un torneo di tennis facente parte della categoria ATP Challenger Series nell'ambito dell'ATP Challenger Series 2007. Il torneo si è giocato a Fiume (Rijeka) in Croazia dal 7 al 13 maggio 2007 su campi in terra rossa e aveva un montepremi di $30 000+H.

## Vincitori

### Singolare
Marin Čilić ha battuto in finale  Lukáš Lacko con il punteggio di 7–5, 6–2

### Doppio
Jérôme Haehnel /  Jean-René Lisnard hanno battuto in finale  Ivo Klec /  Lukáš Lacko con il punteggio di 6–3, 6–4